# Jerryd Bayless
Jerryd Bayless (ur. 20 sierpnia 1988 w Phoenix) – amerykański koszykarz, występujący na pozycji rozgrywającego, obecnie zawodnik Sichuan Blue Whales.
Podczas nauki w szkole średniej St. Mary's High School zdobywał wiele nagród. W 2007 uczestniczył w meczu gwiazd organizowanym przez McDonald’s, oraz był wybierany do najlepszego składu Stanów Zjednoczonych w kategorii juniorów. Wystąpił też w meczu wschodzących gwiazd - Nike Hoop Summit. Rok wcześniej zdobył wraz z kadrą Stanów Zjednoczonych mistrzostwo Ameryk do lat 18. Od 2004 roku do ukończenia szkoły średniej w 2007 roku był wybierany przez dziennik Arizona Republic do najlepszego składu stanu Arizona. Gdy kończył szkołę średnią, był uznawany za jednego z dziesięciu najlepszych koszykarzy rozpoczynających karierę akademicką.
Naukę rozpoczął na uniwersytecie Arizona z rodzinnego stanu. W pierwszym sezonie w rozgrywkach akademickich NCAA notował średnio 19,7 punktu, 4,0 asysty i 2,7 zbiórki na mecz. Drużyna Wildcats z nim w składzie zakończyła sezon z bilansem 19-15 (9-11 w konferencji Pacific-12 Conference), a sezon zakończyła w pierwszej rundzie turnieju NCAA, przegrywając z uniwersytetem Zachodniej Virginii. W tym też sezonie został wybrany do najlepszej piątki konferencji Pac 10. Po zakończeniu rozgrywek zadeklarował udział w drafcie NBA 2008.
Został w nim wybrany z numerem jedenastym przez Indianę Pacers, jednak od razu oddano go wraz z Ike Diogu do Portland Trail Blazers za wybranego dwa numery później Brandona Rusha, Jarretta Jacka i Josha McRobertsa. Latem 2008 roku wziął udział w rozgrywkach ligi letniej NBA, gdzie zdobywając średnio 29,8 punktu na mecz i prowadząc Trail Blazers do bilansu 3 zwycięstw i 2 porażek został wybrany jej najbardziej wartościowym zawodnikiem. W dniu 23 grudnia 2009 roku, w meczu przeciwko San Antonio Spurs ustanowił swój rekord kariery, zdobywając 31 punktów. 23 października 2009 roku został wymieniony do New Orleans Hornets za przyszłe wybory w drafcie. W tym też samym roku został zawodnikiem Toronto Raptors. W debiucie w drużynie Raptors zanotował 13 punktów, 2 asysty i 2 zbiórki. 11 grudnia 2010 roku w meczu przeciwko Detroit Pistons zdobył 31 punktów i wyrównał swój rekord kariery. W lipcu 2012 podpisał kontrakt z Memphis Grizzlies. 7 stycznia 2014 w ramach wymiany trzech klubów trafił do Boston Celtics. 31 lipca 2014, jako wolny agent, podpisał kontrakt z Milwaukee Bucks.
13 lipca 2016 podpisał umowę z klubem Philadelphia 76ers.
12 listopada 2018 w wyniku wymiany trafił do Minnesoty Timberwolves.
15 sierpnia 2019 został zawodnikiem chińskiego Sichuan Blue Whales.

## Osiągnięcia
Stan na 15 sierpnia 2019, na podstawie, o ile nie zaznaczono inaczej.
NCAA
- Uczestnik turnieju NCAA (2008 – wyniki z tego sezonu zostały anulowane przez federację)
- Zaliczony do:
  - I składu pierwszoroczniaków Pac 10 (2008)
  - II składu konferencji Pac 10 (2008)

NBA
- MVP letniej ligi NBA (2008)

Reprezentacja
- Mistrz Ameryki U–18 (2006)